# Gerd Sannemüller
Gerd Sannemüller (* 19. Oktober 1914 in Heiligenstadt/Eichsfeld; † 13. Juni 2008 in Kiel) war ein deutscher Komponist, Pianist und Musikwissenschaftler.

## Leben
Sannemüller legte sein Abitur in Stralsund ab. Er studierte Musikwissenschaft bei Arnold Schering und Georg Schünemann, Geschichte, Philosophie und Psychologie an der Friedrich-Wilhelms-Universität zu Berlin und Schulmusik an der Hochschule für Musikerziehung und Kirchenmusik Berlin. Er legte die Prüfung für das Höhere Lehramt ab. Danach arbeitete er als Studienassessor und Pianist in Berlin. Im Zweiten Weltkrieg wurde er zum Kriegsdienst verpflichtet. Später studierte er Musikwissenschaft bei Hans Albrecht, Friedrich Blume und Kurt Gudewill, Geschichte und Psychologie an der Universität Kiel. Er wurde 1961 mit der Arbeit Das Klavierwerk von Maurice Ravel in Kiel zum Dr. phil. promoviert.
Er war Dozent an der Pädagogischen Hochschule Flensburg und seit 1962 an der Pädagogischen Hochschule Kiel. Von 1965 bis 1983 war er dort Professor für Musikwissenschaft und Musikerziehung sowie Direktor des Instituts für Musik und ihre Didaktik in Kiel. Sein Interesse galt den Komponisten Maurice Ravel, Paul Hindemith und Béla Bartók sowie der polnischen Neuen Musik von Witold Lutosławski und Karol Szymanowski. Er stand im Kontakt mit dem österreichischen Komponisten Gottfried von Einem. Sannemüller war Herausgeber der Sing- und Spielmusik der Hindemith-Gesamtausgabe und Mitautor der Hindemith-Jahrbücher des Hindemith-Institutes. Außerdem war er auswärtiger Autor der Neuen Zürcher Zeitung. Seine Kompositionen werden regelmäßig im Theater Kiel aufgeführt. Sein Bruder war der Violinist Horst Sannemüller (1918–2001), den er oft am Klavier begleitete.

## Schriften (Auswahl)

### Monographien/Herausgeberschaft
- Das Klavierwerk von Maurice Ravel. (Versuch einer stilistischen Grundlegung). Dissertation, Kiel 1961
- Maurice Ravel. Daphnis und Chloé. 1. und 2. Suite (= Meisterwerke der Musik. Band 39). Fink Verlag, München 1983, ISBN 3-7705-2167-6
- Der „Plöner Musiktag“ von Paul Hindemith (= Quellen und Studien zur Musikgeschichte Schleswig-Holsteins. Band 4). Wachholtz Verlag, Neumünster 1976, ISBN 3-529-06304-5
- Band VIII: Sing- und Spielmusik I. In: Kurt von Fischer und Ludwig Finscher (Hrsg.): Paul Hindemith. Sämtliche Werke. Schott Music, Mainz 2002

### Hindemith-Jahrbücher
- Das Philharmonische Konzert von Paul Hindemith. In: Hindemith-Jahrbuch 6 (1977), S. 76–103
- Gebrauchsmusik im Schaffen von Paul Hindemith. In: Hindemith-Jahrbuch 21 (1992), S. 26–46
- Hindemith-Tage in Lübeck (1932). In: Hindemith-Jahrbuch 28 (1999), S. 273–295
- Hindemith und Schönberg. Stationen einer Beziehung. In: Hindemith-Jahrbuch 32 (2003), S. 235–253

### Aufsätze/Fachartikel
- Ravels Stellung in der französischen Musik. In: Wilfried Brennecke, Hans Haase (Hrsg.): Hans Albrecht in memoriam. Gedenkschrift mit Beiträgen von Freunden und Schülern. Bärenreiter, Kassel [u. a.] 1962, S. 251–256.
- Béla Bartóks Suite Opus 14. Stil- und Werkanalyse. In: Schweizerische Musikzeitung – Schweizer musikpädagogische Blätter 105 (1965), S. 10–20
- Der „Klassizismus“ in der Musik des 20. Jahrhunderts. In: Schweizer Monatshefte 46 (1966/67), S. 463–472
- Neue Musik in Polen. In: Schweizer Monatshefte 46 (1966/67), S. 1053–1059
- Das „Konzert für Orchester“ von Witold Lutosławski. In: Schweizerische Musikzeitung – Schweizer musikpädagogische Blätter 107 (1967), S. 258–264.
- Karol Szymanowski. In: Musica 21 (1967), S. 268–269
- Die Lieder von Johannes Brahms auf Gedichte von Klaus Groth. In: Jahresgabe der Klaus-Groth-Gesellschaft 16 (1972), S. 23–35
- Zur Frage des Stils bei Karol Szymanowski. In: Neue Zeitschrift für Musik 133 (1972), S. 436–438
- „Ma Mère l'Oye“ von Maurice Ravel. Fünf Stücke für Kinder. In: Musik und Bildung 6 (1974), S. 174–178
- Die Sona für Violine und Violoncello von Maurice Ravel. In: Musikforschung 28 (1975), S. 408–419
- Hindemith als Musikpädagoge. In: Zeitschrift für Musikpädagogik 2 (1977) 4, S. 49–58
- Witold Lutosławskis 2. Sinfonie. In: Musik & Bildung 10 (1978), S. 588–595
- Paul Hindemiths Mahnung an die Jugend. In: Schweizer musikpädagogische Blätter 72 (1984), S. 160–162
- Maurice Ravel: Boléro. In: Siegmund Helms, Helmuth Hopf (Hrsg.): Werkanalyse in Beispielen. Bosse, Regensburg 1986, S. 272–276
- Friedrich der Große und die Musik. In: Geschichte in Wissenschaft und Unterricht 40 (1992), S. 351–360
- Dem Symbolismus zugewandt. Zu den Kompositionen für Orchester von Henri Dutilleux. In: Das Orchester 45 (1997) 3, S. 8–11
- Sprache und Musik in der Kantate „Goethe-Briefe“ von Tadeusz Baird. In: Klaus Hortschansky (Hrsg.): Traditionen – Neuansätze. Für Anna Amalie Abert (1906–1996). Schneider, Tutzing 1997, ISBN 3-7952-0878-5, S. 465–473
- „Ich habe eine eigene Liebhaberei für die Form der Variation“. Zu den „Variationen über ein eigenes Thema“ von Johannes Brahms. In: Brahms-Studien 13 (2002), S. 149–160

### Neue Zürcher Zeitung
- „Fast zu klassisch“. Anmerkungen zum Klaviertrio von Maurice Ravel. In: Neue Zürcher Zeitung, 11. Dezember 1993
- Brahms und die Sprache der Poesie. In: Neue Zürcher Zeitung, 29. Oktober 1994, S. 70
- „… von seinem Besten dem Mitmenschen geben“. Der spaete Hindemith. In: Neue Zürcher Zeitung, 11. November 1995, S. 68
- „… die grösste Vollkommenheit bei Mozart“. Die Bedeutung von Mozarts Schaffen für Ravel. In: Neue Zürcher Zeitung, 28. Juni 1997, S. 69
- „… ein logisch notwendiges Phänomen“. Béla Bartók und das „Atonale“. In: Neue Zürcher Zeitung, 3. Januar 1998, S. 66
- Geheimnisvolle Poesie, Faszination des Klanges. Die „Trois Poèmes de Mallarmé“ von Maurice Ravel. In: Neue Zürcher Zeitung, 5. August 2000, S. 69
- Eine Musiker-Freundschaft. Johannes Brahms und Richard Mühlfeld. In: Neue Zürcher Zeitung, 1. März 2003, S. 78

## Diskographie
- Ensemble Sortisatio (Querstand, 2004) mit dem Ensemble Sortisatio